# Milford (Illinois)
Milford es una villa ubicada en el condado de Iroquois en el estado estadounidense de Illinois. En el Censo de 2010 tenía una población de 1306 habitantes y una densidad poblacional de 783 personas por km².

## Geografía
Milford se encuentra ubicada en las coordenadas 40°37′39″N 87°41′47″O / 40.62750, -87.69639. Según la Oficina del Censo de los Estados Unidos, Milford tiene una superficie total de 1.67 km², de la cual 1.67 km² corresponden a tierra firme y (0%) 0 km² es agua.
Milford está ubicado en el sureste del condado de Iroquois, a lo largo de la Ruta 1 de Illinois, que dista unos 19 km al sur de Watseka. sede del condado.

## Demografía
Según el censo de 2010, había 1306 personas residiendo en Milford. La densidad de población era de 783 hab./km². De los 1306 habitantes, Milford estaba compuesto por el 97.17% blancos, el 0.31% eran afroamericanos, el 0% eran amerindios, el 0.08% eran asiáticos, el 0% eran isleños del Pacífico, el 1.84% eran de otras razas y el 0.61% pertenecían a dos o más razas. Del total de la población el 2.83% eran hispanos o latinos de cualquier raza.